# Brzeżany (stacja kolejowa)
Brzeżany (ukr. Бережани) – stacja kolejowa w miejscowości Brzeżany, w rejonie tarnopolskim, w obwodzie tarnopolskim, na Ukrainie.

## Historia
Stacja powstała w okresie przynależności tych terenów do Austro-Węgier, na Kolei Lokalnej Lwów-Podhajce. Zachował się budynek stacyjny w stylu galicyjskim.
Po II wojnie światowej zrezygnowano z odbudowy linii po zniszczeniach wojennych, jako jedyny odcinek zachowując fragment Potutory – Brzeżany. Brzeżany tym samym zostały stacją krańcową.